# فرودگاه پورت مک‌نیل
فرودگاه پورت مک‌نیل (به انگلیسی: Port McNeill Airport) یک فرودگاه همگانی با کد یاتا YMP است که یک باند فرود آسفالت دارد و طول باند آن ۷۳۲ متر است. این فرودگاه در کشور کانادا قرار دارد و در ارتفاع ۶۹ متری از سطح دریا واقع شده است.